# Anfiteatro romano de Londres

Plano de Londinium en c.400 AD que muestra la ubicación del anfiteatro

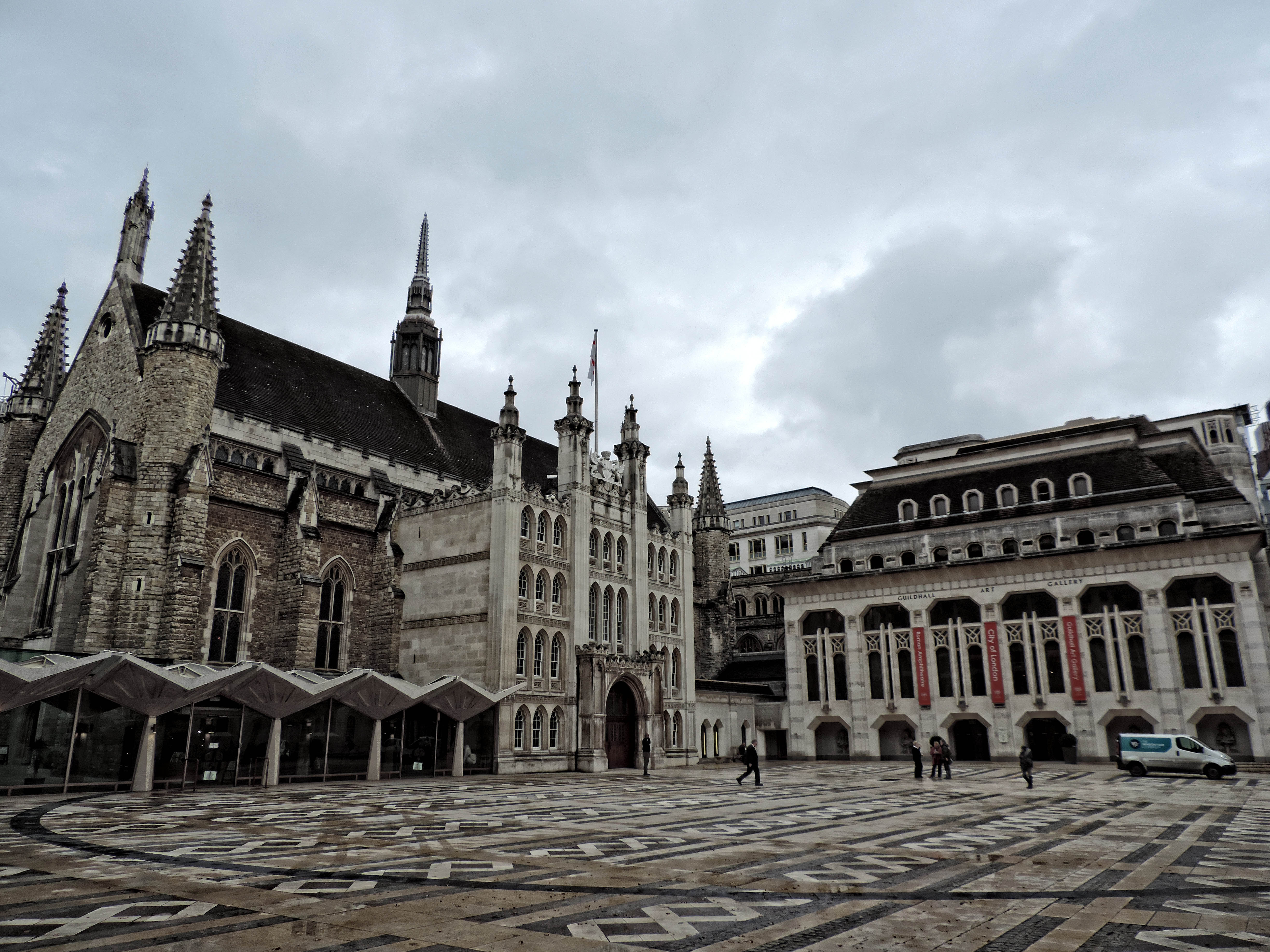
La banda elíptica de piedra oscura en Guildhall Yard marca el perímetro del anfiteatro debajo de la plaza.

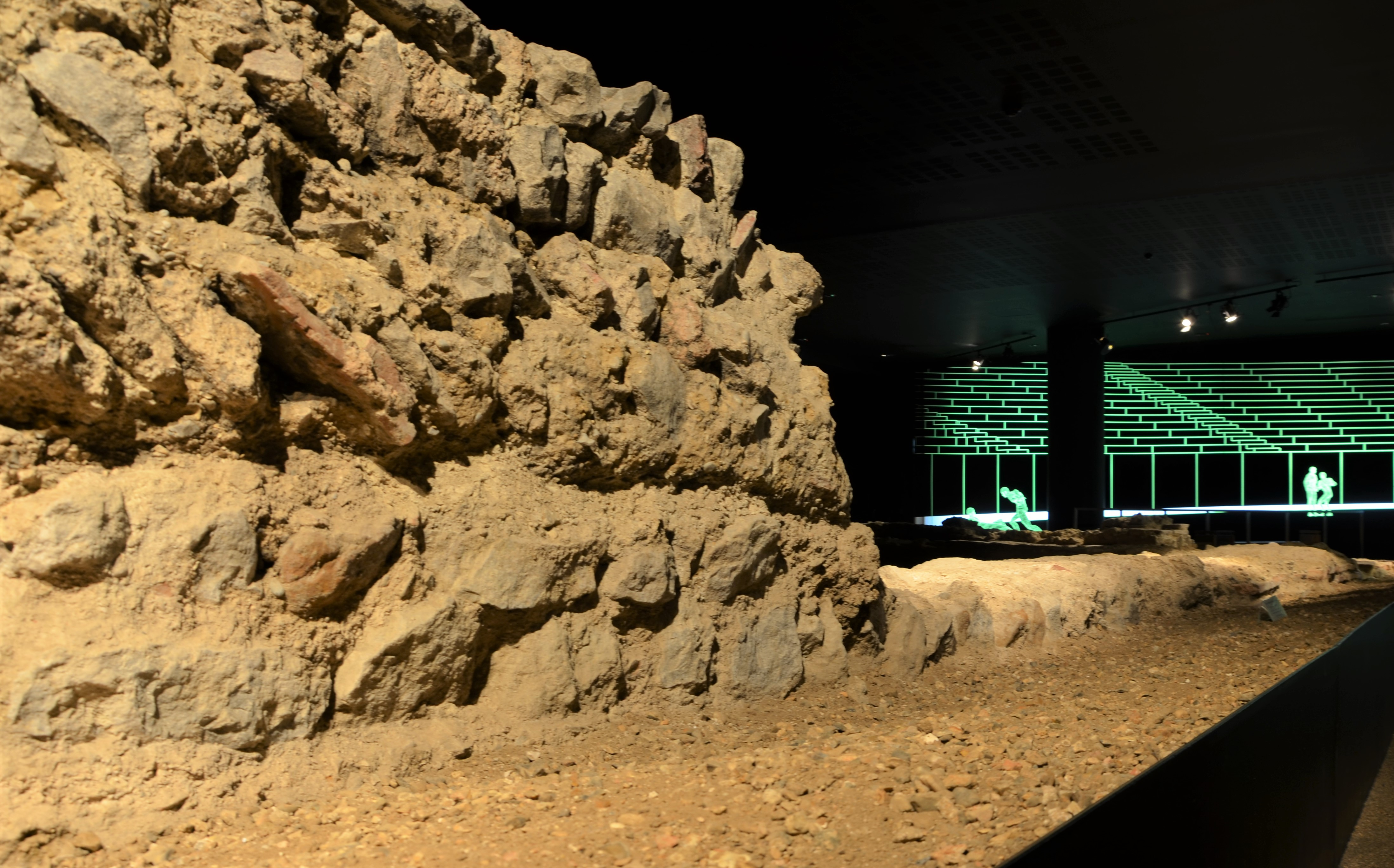
Una sección de la pared del anfiteatro.

Los restos visibles de un anfiteatro construido durante el Londres romano se encuentran debajo de Guildhall Yard en la City de Londres. Algunos de estos restos se exhiben in situ en una habitación en el sótano del complejo de la Galería de Arte Guildhall. Descubierto en 1988, el sitio es ahora un monumento programado .

## Historia
El primer anfiteatro romano de Londres se construyó en el año 70 d. C. con madera, pero se renovó a principios del siglo II con entradas de azulejos y paredes de piedra irregular. El anfiteatro se utilizó para varios eventos públicos, como juegos de gladiadores, entretener a los soldados y al público con peleas de animales y ejecución pública de criminales, así como actividades religiosas. Después de que los antiguos romanos se fueran en el siglo IV, el anfiteatro permaneció abandonado durante cientos de años.
En el siglo XI se volvió a ocupar la zona y en el siglo XII se construyó junto a ella el primer London Guildhall, que sobrevive a pesar del Gran Incendio de Londres y de los bombardeos nazi. Se construyeron varios otros edificios alrededor del sitio del anfiteatro, que eventuálmente se convirtió en la plaza pública de Guildhall Yard que se ve hoy. La entrada formal a Guildhall Yard incluía una puerta de entrada construida en el siglo XIII, ubicada directamente sobre la entrada sur del anfiteatro romano. La iglesia de St Lawrence Jewry, en el lado sur de Guildhall Yard, está construida sobre una alineación irregular que puede haber tenido la intención de ensombrecer la forma elíptica del anfiteatro.
La Galería de Arte Guildhall, en el lado norte de la plaza, se completó en 1999, cuyo sótano brinda acceso a una sección excavada de los restos de la época romana. El perímetro del anfiteatro está marcado al nivel de la superficie en Guildhall Yard por una banda de piedra oscura.